# Neriene
Genre
Synonymes
- Linyphiella Homann, 1951 nec Banks, 1905
- Prolinyphia Homann, 1952
- Neolinyphia Oi, 1960
- Ambengana Millidge & Russell-Smith, 1992

Neriene est un genre d'araignées aranéomorphes de la famille des Linyphiidae.

## Distribution
Les espèces de ce genre se rencontrent en Asie, en Afrique, en Europe et en Amérique du Nord.

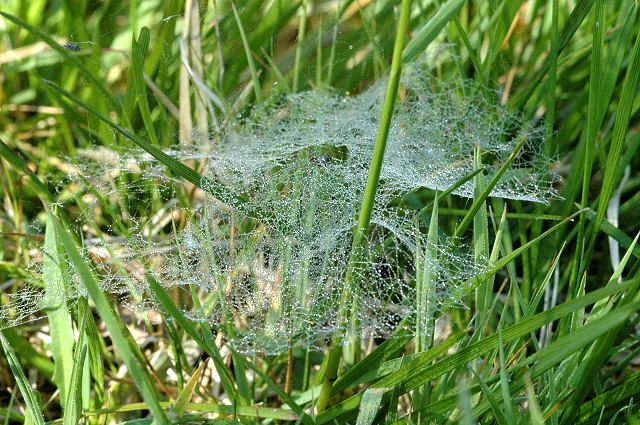
toile de Neriene peltata

## Liste des espèces
Selon World Spider Catalog (version 24.5, 16/08/2023) :
- Neriene albolimbata (Karsch, 1879)
- Neriene amiculata (Simon, 1905)
- Neriene angulifera (Schenkel, 1953)
- Neriene aquilirostralis Chen & Zhu, 1989
- Neriene baywanga (Barrion & Litsinger, 1995)
- Neriene beccarii (Thorell, 1890)
- Neriene birmanica (Thorell, 1887)
- Neriene bovista Lee, Yoo & Kim, 2022
- Neriene brongersmai van Helsdingen, 1969
- Neriene calozonata Chen & Zhu, 1989
- Neriene cavaleriei (Schenkel, 1963)
- Neriene chunan Yin, 2012
- Neriene circifolia Zhao & Li, 2014
- Neriene clathrata (Sundevall, 1830)
- Neriene clivosa Tanasevitch, 2023
- Neriene comoroensis Locket, 1980
- Neriene compta Zhu & Sha, 1986
- Neriene conica (Locket, 1968)
- Neriene coosa (Gertsch, 1951)
- Neriene decormaculata Chen & Zhu, 1988
- Neriene digna (Keyserling, 1886)
- Neriene emphana (Walckenaer, 1841)
- Neriene flammea van Helsdingen, 1969
- Neriene furtiva (O. Pickard-Cambridge, 1871)
- Neriene fusca (Oi, 1960)
- Neriene guanga (Barrion & Litsinger, 1995)
- Neriene gyirongana Hu, 2001
- Neriene hammeni (van Helsdingen, 1963)
- Neriene helsdingeni (Locket, 1968)
- Neriene herbosa (Oi, 1960)
- Neriene japonica (Oi, 1960)
- Neriene jinjooensis Paik, 1991
- Neriene kartala Jocqué, 1985
- Neriene katyae van Helsdingen, 1969
- Neriene kibonotensis (Tullgren, 1910)
- Neriene kimyongkii (Paik, 1965)
- Neriene limbatinella (Bösenberg & Strand, 1906)
- Neriene litigiosa (Keyserling, 1886)
- Neriene longipedella (Bösenberg & Strand, 1906)
- Neriene lushanensis Li, Liu & Chen, 2018
- Neriene macella (Thorell, 1898)
- Neriene marginella (Oi, 1960)
- Neriene montana (Clerck, 1757)
- Neriene natalensis van Helsdingen, 1969
- Neriene nitens Zhu & Chen, 1991
- Neriene obtusa (Locket, 1968)
- Neriene obtusoides Bosmans & Jocqué, 1983
- Neriene oidedicata van Helsdingen, 1969
- Neriene orthocera Li, Liu & Chen, 2018
- Neriene oxycera Tu & Li, 2006
- Neriene peltata (Wider, 1834)
- Neriene poculiforma Liu & Chen, 2010
- Neriene radiata (Walckenaer, 1841)
- Neriene redacta Chamberlin, 1925
- Neriene strandia (Blauvelt, 1936)
- Neriene subarctica Marusik, 1991
- Neriene sundaica (Simon, 1905)
- Neriene tiniktirika (Barrion & Litsinger, 1995)
- Neriene variabilis (Banks, 1892)
- Neriene yani Chen & Yin, 1999
- Neriene zanhuangica Zhu & Tu, 1986
- Neriene zhui Chen & Li, 1995

## Systématique et taxinomie
Ce genre a été décrit par Blackwall en 1833. Il est placé en synonymie avec Linyphia par Thorell en 1869 puis relevé de synonymie par van Helsdingen en 1969.
Linyphiella Homann, 1951, préoccupé par Linyphiella Banks, 1905, remplacé par Prolinyphia par Homann en 1952 et Neolinyphia ont été placés en synonymie par van Helsdingen en 1969.
Ambengana a été placé en synonymie par Xu, Liu et Chen en 2010.

## Publication originale
- Blackwall, 1833 : « Characters of some undescribed genera and species of Araneidae. » London and Edinburgh Philosophical Magazine and Journal of Science, sér. 3, vol. 3, p. 187-197 (texte intégral).